# Gagra
Gagra (abchazsky Гагра, gruzínsky გაგრა, rusky Гагра, arménsky Գագրա) je okresní město v západní Abcházii v okresu Gagra. Město tvoří zhruba 5 km dlouhý pruh u severovýchodního pobřeží Černého moře na úpatí Gagrského hřbetu, jenž je součástí hřebenu Velkého Kavkazu. Díky své poloze v subtropickém pásu bývalo toto populární rekreační destinací v dobách carského Ruska, SSSR i v současnosti.

## Etymologie
Podle gruzínských vědců pochází název Gagra ze slova Gakra, což ve svanštině znamená ořech. Podle bývalého sovětského ministra cestovního ruchu Bondareva pochází název města z názvu místního klanu Gagaa. Podle profesora Valerije Kvarčiji název Gagra v abcházštině znamená „majitel pobřeží“. Na starých mapách je Gagra uvedeno jako Kakara nebo Kakkari.

## Dějiny
Město bylo založeno už ve starověku coby starořecká kolonie v pradávném kavkazském státě Kolchida, jež přispěla ke sjednocení kmenů žijících v současné Abcházii. Tehdy neslo název Triglite (řecky Τριγλίτη) a obývali ho Řekové i příslušníci místních kmenů. Kolchida se v 1. století př. n. l. dostala pod nadvládu Pontského království, jež se nedlouho poté stalo součástí Římské říše, která město přejmenovala na Nitica. Římané si uvědomovali důležitost města z geografického hlediska, a tak Niticu, tvořící úzký pobřežní pás sevřený z jedné strany mořem a z druhé neprostupnými horami, opevnili. To se jim vyplatilo, neboť byla oblast v dalších staletích opakovaně napadána Góty a dalšími nepřáteli. Po rozdělení Říma město přešlo do správy Východořímské říše.
V průběhu 4. až 5. století zde byla vybudována nová pevnost, kterou Abchazové pojmenovali Abaata (Абаата). Její pozůstatky se dochovaly až do současnosti. V 6. století se město stalo centrem křesťanství a někdejší abchazský pohanský chrám nahradil kostel. Ve středověku, kdy se Abcházie osamostatnila a utvořila vlastní Abchazské království, jež se později sloučilo s východními územími v Gruzínské království, začali do města pronikat italští obchodníci z Janovské a Benátské republiky, kteří s místními obyvateli navázali čilé obchodní styky a starali se o vývoz zdejších komodit: dřevo, med, vosk a otroky. Poprvé se objevuje jméno „Gagra“ ve formě „Kakara“ na mapě Kavkazu z roku 1308, kterou vyhotovil italský geograf Pietro Visconti. Originál mapy se nachází v knihovně Biblioteca Marciana v Benátkách.

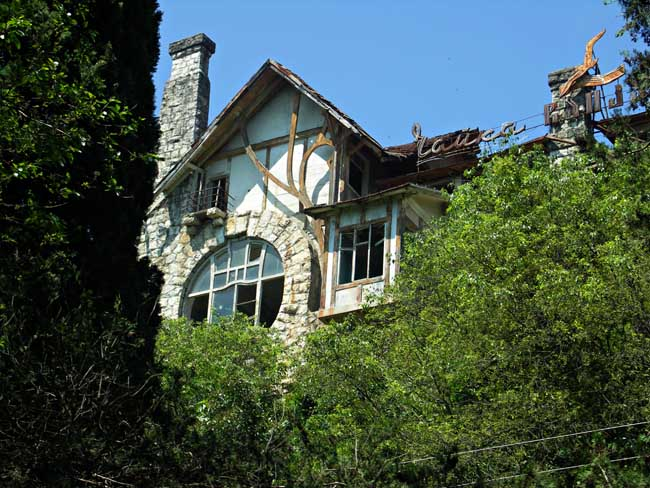
Palác vévody Oldenburského

V 16. století byla Gagra spolu s celou západní Gruzií okupována a ovládnuta Osmanskou říší a italští obchodníci byli nuceni ukončit zde veškeré své aktivity. Následkem toho město upadlo a většina místních obyvatel uprchla před tureckými vojáky do hor, a kvetl zde obchod s otroky. Do 18. století město prakticky zaniklo a z Gagry zbyla pouhá vesnice, obklopená ze západu Černým mořem, ze severu neprostupnými lesy a z jihu a východu močály, které se staly líhništěm původců různých subtropických nemocí. Rozmohlo se zde i námořní pirátství.
Gagra však byla obnovena, jakmile začalo na Kavkaz expandovat Ruské impérium, jež na začátku 19. století anektovalo celou Gruzii. Oficiálně byla oblast Rusy ovládnuta v roce 1801, ale jejich přítomnost v Gagře nebyla žádná až do roku 1830, kdy sem byla lodí ze Suchumi poslána výprava pod velením generála Hesseho, kterou hned po příjezdu přivítala střelba zdejších obyvatel, kteří neuznávali ruskou nadvládu, a jejich spojenců z Čerkeska. Protože Gagra byla na jediné pozemní cestě směrem na čerkeské území, dostali za úkol zde vybudovat opevnění. Toto ruské opevnění ale čelilo velkým problémům se zásobováním kvůli nepříznivému větru na moři, nemocem, jež během tří let snížily počet vojáků z 650 na 100, a neustálým útokům, kdykoliv by vyšli z pevnosti ven, a tak bylo už v roce 1853 na začátku Krymské války zrušeno a zbořeno. V Gagře byla po skončení Krymské války zřízena vojenská nemocnice, močály obklopující město byly vysušeny a město začalo připomínat lázně s tržnicí, kam Abchazové chodili prodávat své zemědělské produkty. Avšak obyvatel ve městě žilo stále pořád málo. V roce 1866, kdy Rusové provedli sčítání lidu, žilo v Gagře pouhých 616 obyvatel, většinou abchazské národnosti, které doplňovali ruští armádní činitelé. Nově budované město ale utrpělo značné škody během Rusko-turecké války v letech 1877 až 1878. Turci tehdy přepadli a srovnali se zemí celé město. Obyvatelé museli opět uprchnout, mnozí zdejší Abchazové emigrovali do Turecka, mnozí i proti své vůli. Rusko nakonec válku vyhrálo a Gagra pozbyla svůj význam a stala se pouhou vesnicí.

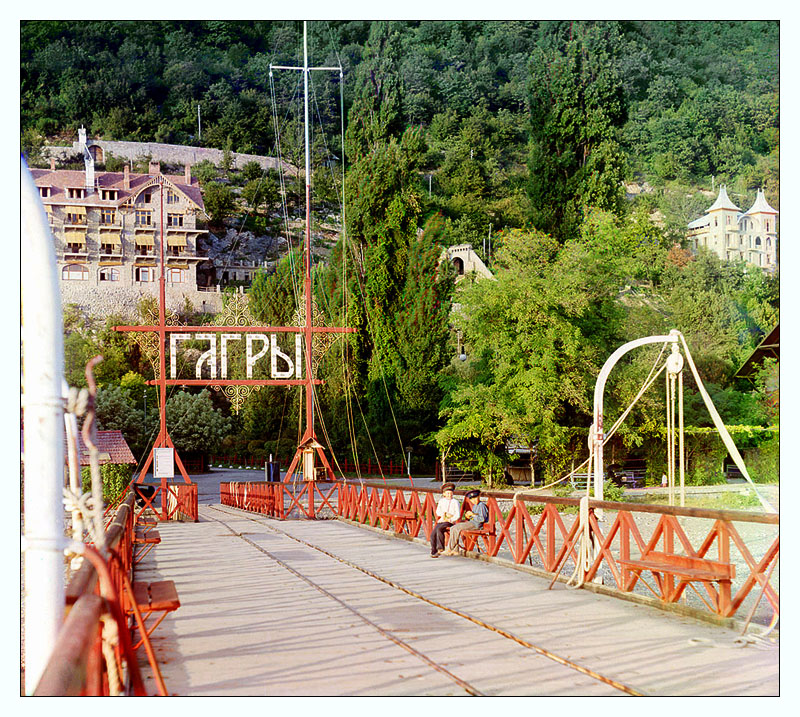
Fotografie z gagrského přístavního mola, pořízená někdy v letech 1905 až 1915.

V roce 1901 se do Gagry přestěhoval ruský vévoda Alexandr Petrovič Oldenburský. V tomto subtropickém regionu spatřil potenciál turistického ruchu a pustil se do mohutných investic, jejichž cílem bylo vytvořit z Gagry prestižní letovisko pro trávení dovolené. Vévoda Oldenburský zde utratil peníze, které si předtím vydělal za své služby Ruskému impériu, za výstavbu paláce pro sebe a několik dalších budov v různých stylech, inspirovaných z celé Evropy. Kvůli tomu dal do města zavést elektřinu, vodovod, telegraf a subtropické technikum. Dále nechal ve městě vybudovat park s tropickými stromy a nechal do nich přivézt papoušky a opice, aby návštěvník pocítil exotické prostředí. Tento podnik byl slavnostně otevřen 9. ledna 1903 v restauraci Gagrypš. Tento den je též považován za počátek moderní Gagry.
Přes vynaložené úsilí se úspěch nově vybudovanému letovisku zprvu vyhýbal, ale později začala Gagra lákat ve stále větším počtu zahraniční návštěvníky, kteří se plavili kolem břehů Černého moře při poznávacích zájezdech. Značná část toho, co vévoda Oldenburský vybudoval, včetně paláce, kolonády, parku, restaurace Gagrypš, Zimního divadla a dalších se dochovala do současnosti. V roce 1904 byla Gagra s celým okolím (Gagrská volost) administrativně vyčleněna ze Suchumského okruhu Kutaiské gubernie a připojena k Černomořské gubernii, avšak v roce 1917 byla vrácena. Během Ruské revoluce v roce 1905 ve městě vznikla revoluční vláda, která vyhlásila Gagrskou republiku. Ta však byla po velmi krátké existenci poražena a všichni zdejší revolucionáři byli pozatýkáni. V roce 1911 začali Gagru navštěvovat turisté z Německa a od 17. května 1912 se zde rekreoval sám car Mikuláš II. Alexandrovič.
Když vypukla 1. světová válka, znamenalo to pro město hospodářskou katastrofu, neboť utichl turistický ruch, na kterém bylo hospodaření města zcela závislé. Jakmile v roce 1917 nastala další revoluce v Rusku, ovládli město bolševici. Ačkoliv se je po skončení 1. světové války odsud snažily vytlačit francouzské expediční sbory a město na tři roky ovládli gruzínští menševici, byla Gagra od roku 1921 včleněna do vznikajícího Sovětského svazu, když byla bolševiky ovládnuta Gruzínská demokratická republika.
Už 20. března 1919 vydal vůdce bolševiků Vladimir Iljič Lenin dekret, v němž nařídil vznik „letoviska pro dělnickou třídu“ v Gagře. Po ovládnutí Abcházie bolševiky bylo letovisko vybudované vévodou Oldenburským znárodněno. V dalších letech se z Gagry stávalo oblíbené letovisko pro sovětské občany a bohatě se zde investovalo do další výstavby a rozvoje, ale během Druhé světové války se Gagra přeorientovala na rehabilitační středisko pro zraněné vojáky. V roce 1942 se k městu přiblížil Wehrmacht během probíhající bitvy o Kavkaz, a tak zdejší obyvatelé utvořili vojenskou stíhací rotu, jež působila v první linii tím, že pravidelně česala horské cesty, paseky a lesní houštiny, a během ofenzívy v roce 1943 se účastnila pronásledování nepřítele. Po skončení války bylo v Gagře vybudováno několik státních ozdravoven. Město po celou sovětskou éru mohutně rostlo a rozvíjelo se v duchu značky „Sovětské riviéry“.
S koncem 80. let 20. století, kdy se Gagra značně rozšířila směrem na jih, kde vyrostly další rekreační objekty a panelové sídliště pro jejich zaměstnance, začalo v Abcházii narůstat napětí mezi abchazským a gruzínským obyvatelstvem, když nastávalo uvolnění režimu, ale při tom rostl nacionalismus. To vyvrcholilo v plnohodnotný gruzínsko-abchazský konflikt, jenž nakonec vedl k válce v Abcházii, která skončila porážkou Gruzie, přičemž Abcházie si zajistila nezávislost, která ale tehdy nebyla žádným státem na světe uznána. Město se stalo ve dnech 1. až 6. srpna válečnou zónou a dějištěm bitvy o Gagru, následkem které byla z města vyhnána gruzínská vojska, jež se zde vylodila na začátku konfliktu dva měsíce před bitvou. Vítězství Abchazů v Gagře ale bylo následované úprkem zdejší gruzínské populace a etnickými čistkami. Gagra během těchto bojů utrpěla značné škody.
Městu začali vládnout abchazští separatisté, kteří pozvolna město obnovili, avšak potýkali se s nedostatkem financí na provedení všech oprav, a s faktem, že město zůstalo po válce zpola opuštěné. Přesto sem jezdili obyvatelé převážně Ruska na dovolenou i nadále a město začalo po uznání nezávislosti Abcházie Ruskem opět postupně vzkvétat.

## Geografie
Gagra se nachází 83 km od Suchumi a 36 km od Mezinárodního letiště Soči.
Město leží na pobřeží Černého moře, v podhůří Gagrského hřbetu, který vytváří unikátní mikroklima, chrání město před studenými větry a udržují teplý mořský vzduch. Díky tomu je Gagra jedním z nejteplejších a nejsušších míst na černomořském pobřeží Kavkazu.
Průměrná roční teplota vzduchu dosahuje 15,2 °C, množství srážek je 1400 mm / rok.
V moři je možno se koupat od května do října. Podél moře se táhne nábřeží a park s bohatou subtropickou vegetací.

## Pamětihodnosti
- Zámek vévody Oldenburského (vystavěn v letech 1901-1904 pod vedením architekta G. I. Ljucedarského)
- Pevnost Abaata s kostelem svatého Ipatije (5. až 6. století)
- Kolonáda v Gagře
- Památník padlým ve Velké vlastenecké válce
- Restaurace Gagrypš
- Pozorovací odpočívadlo
- Památník slávy
- Přímořský park
- Marlinského strážní věž (vybudována roku 1841)
- Jeskyně sv. Ipatije
- Jeskyně Voronija (druhá nejhlubší na světě)
- Budova Subtropické technické školy
- Paláce z počátku 20. století
- Lázeňské objekty z počátku 20. století
- Starý vodovod z počátku 20. století
- Sirovodíkové specializované sanatorium
- Rekreační zařízení Amra
- Výstava dřevořezby „Údolí větrů“

## Galerie

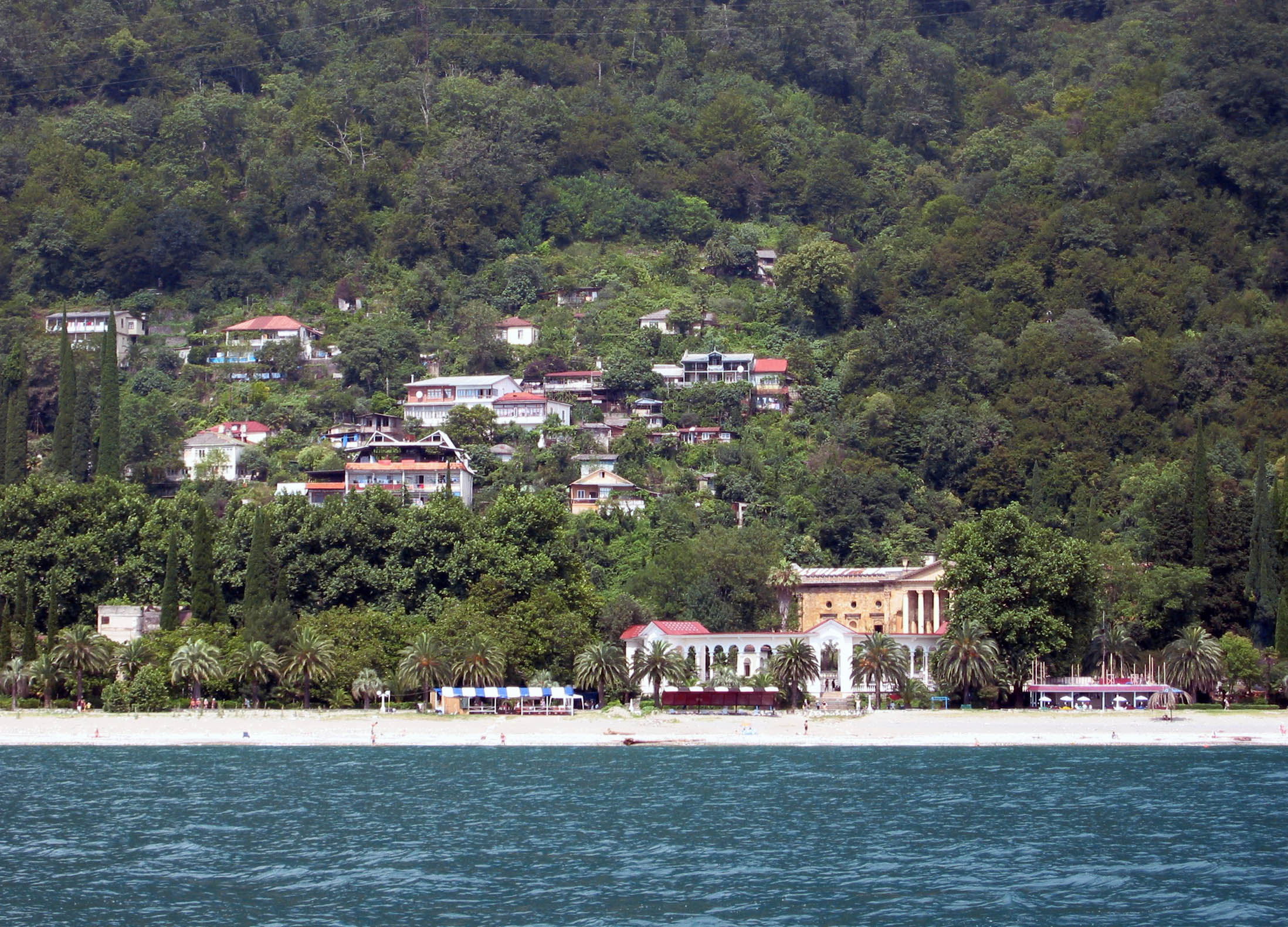
Pohled na Gagru od Černého moře
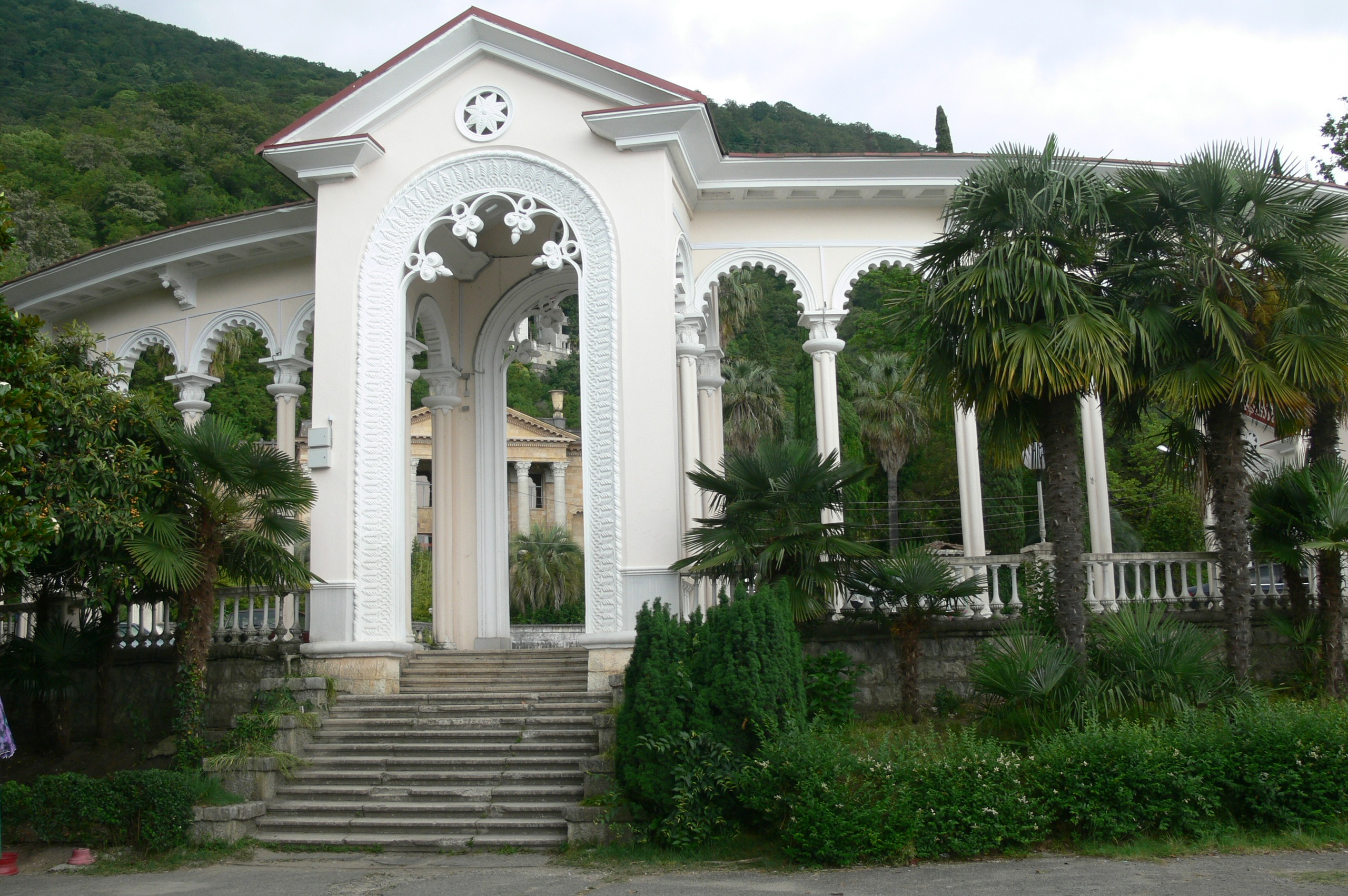
Kolonáda v Přímořském parku
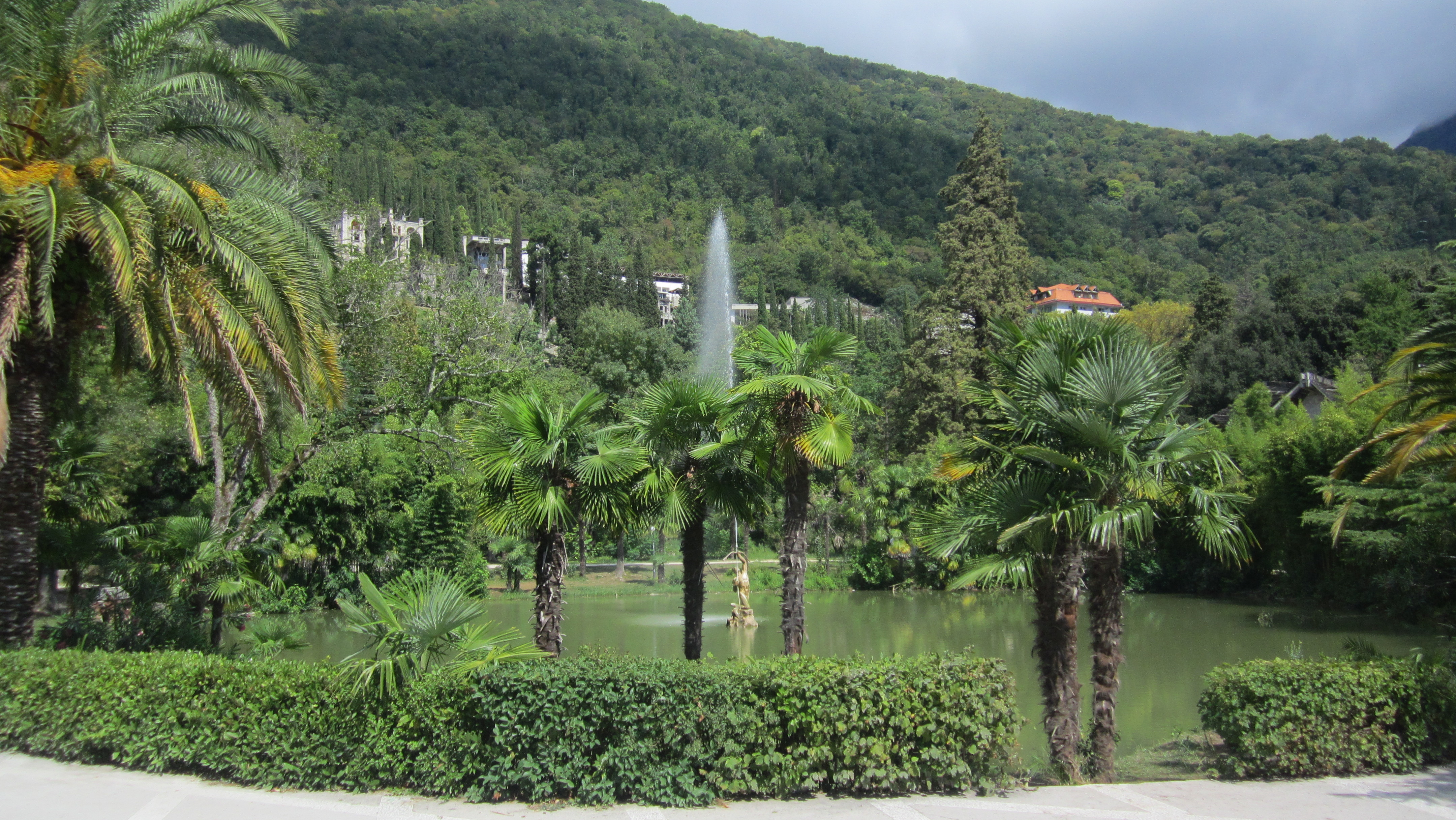
Fontána v Přímořském parku
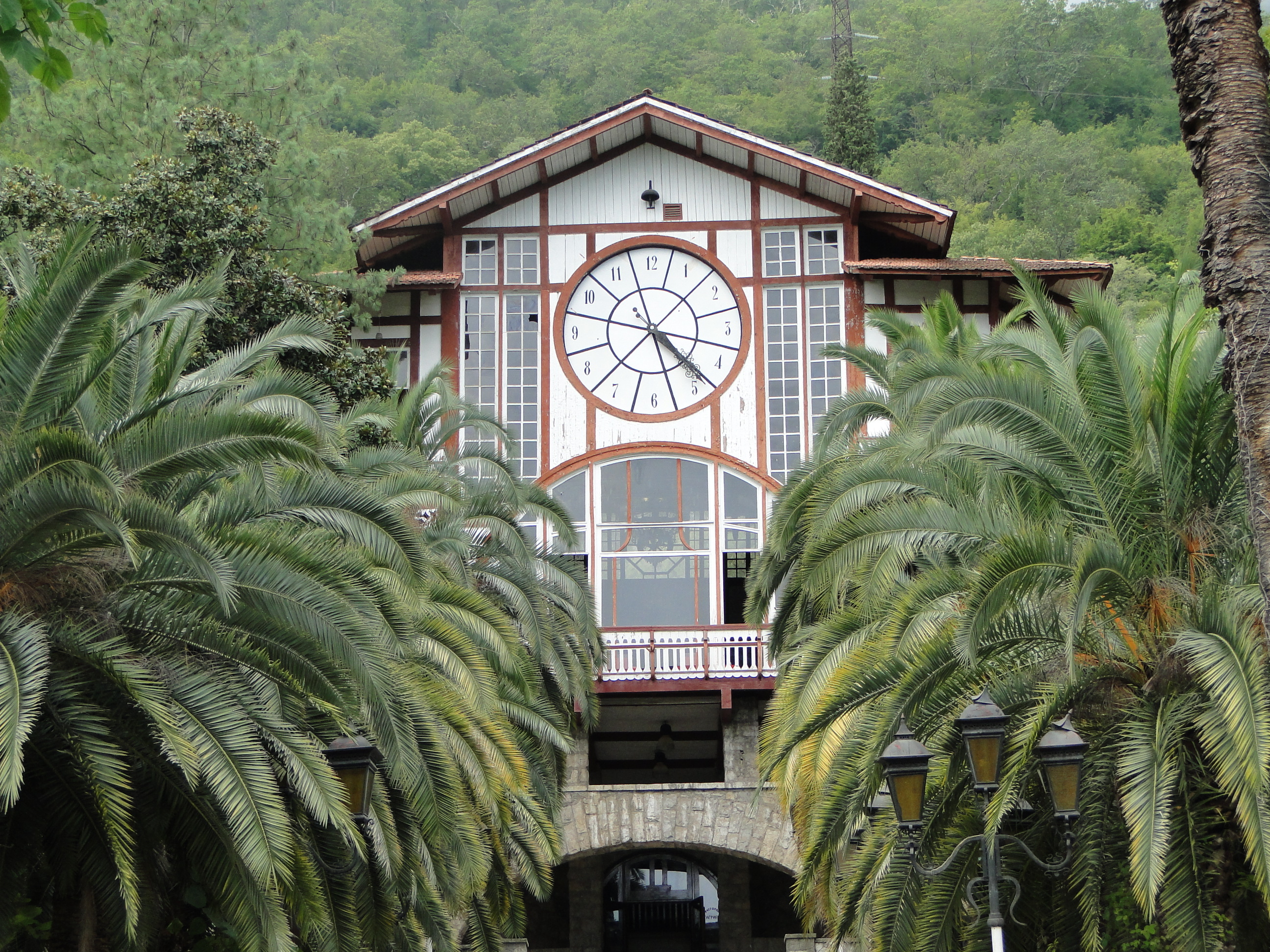
Restaurace Gagrypš
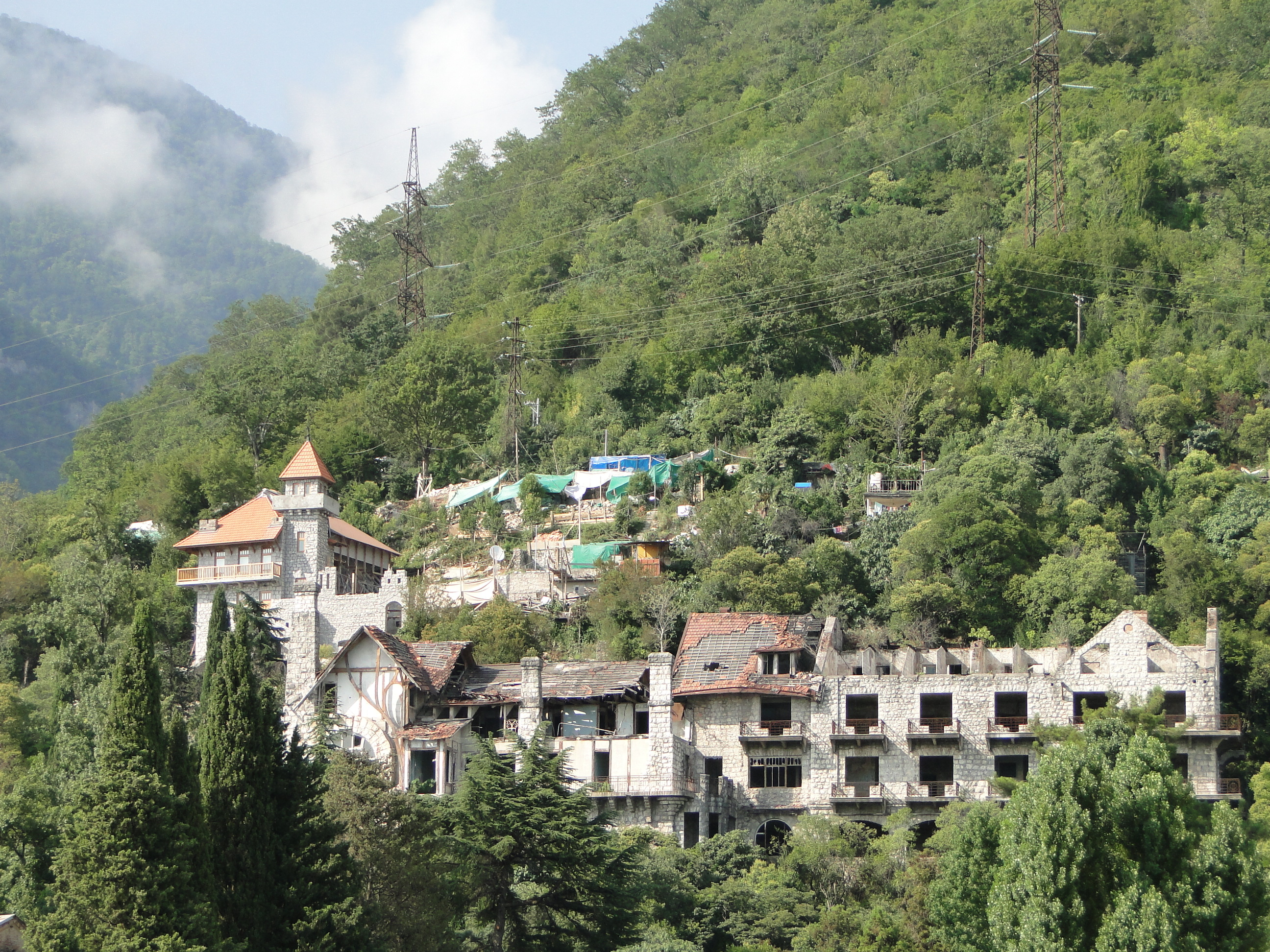
Zámek vévody Oldenburského (čekající na rekonstrukci)
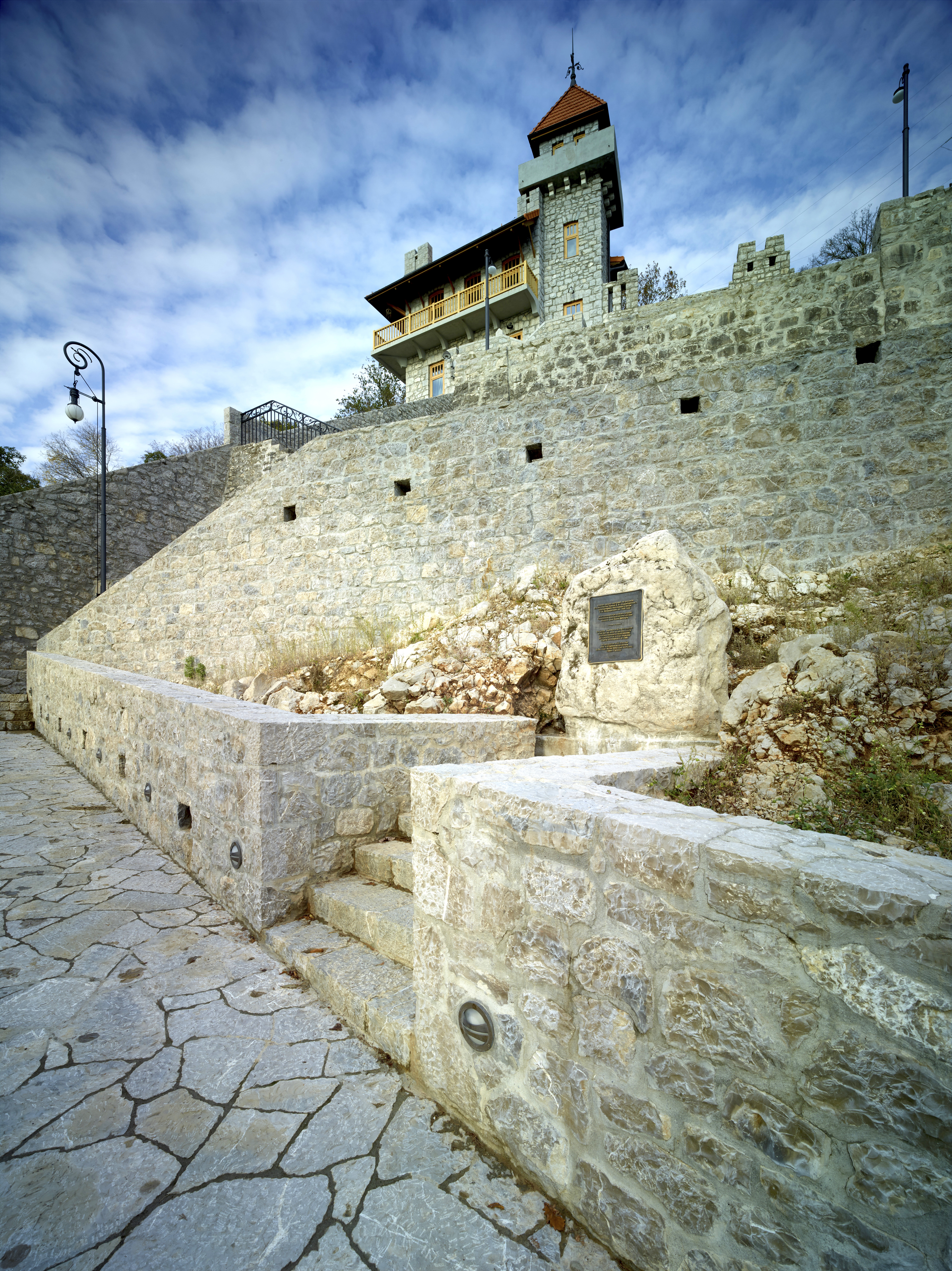
Přístavba k zámku vévody Oldenburského s vyhlídkovou věží
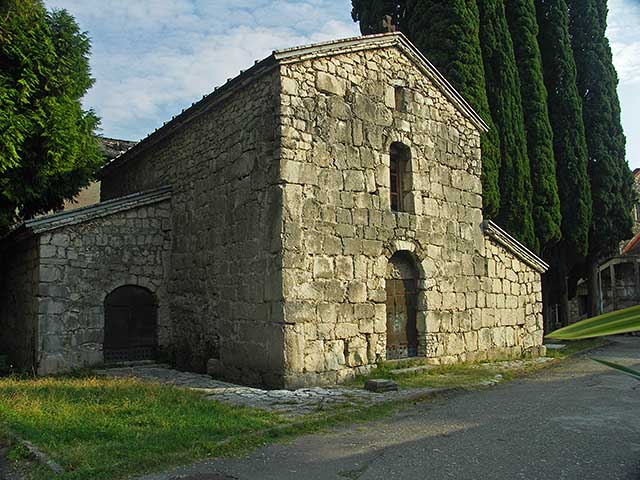
Kostel sv. Ipatije v Abaatě
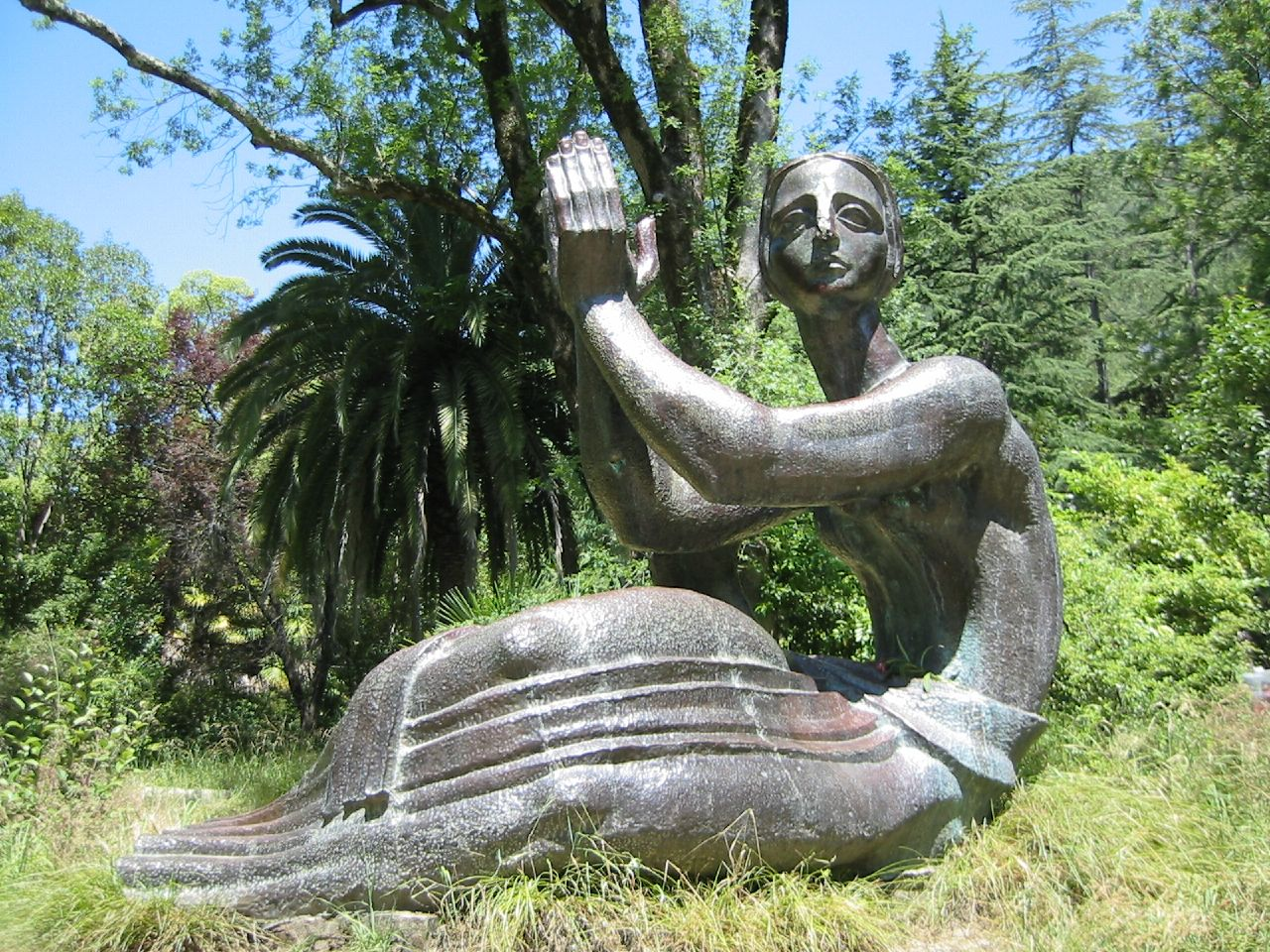
Socha Médeiy
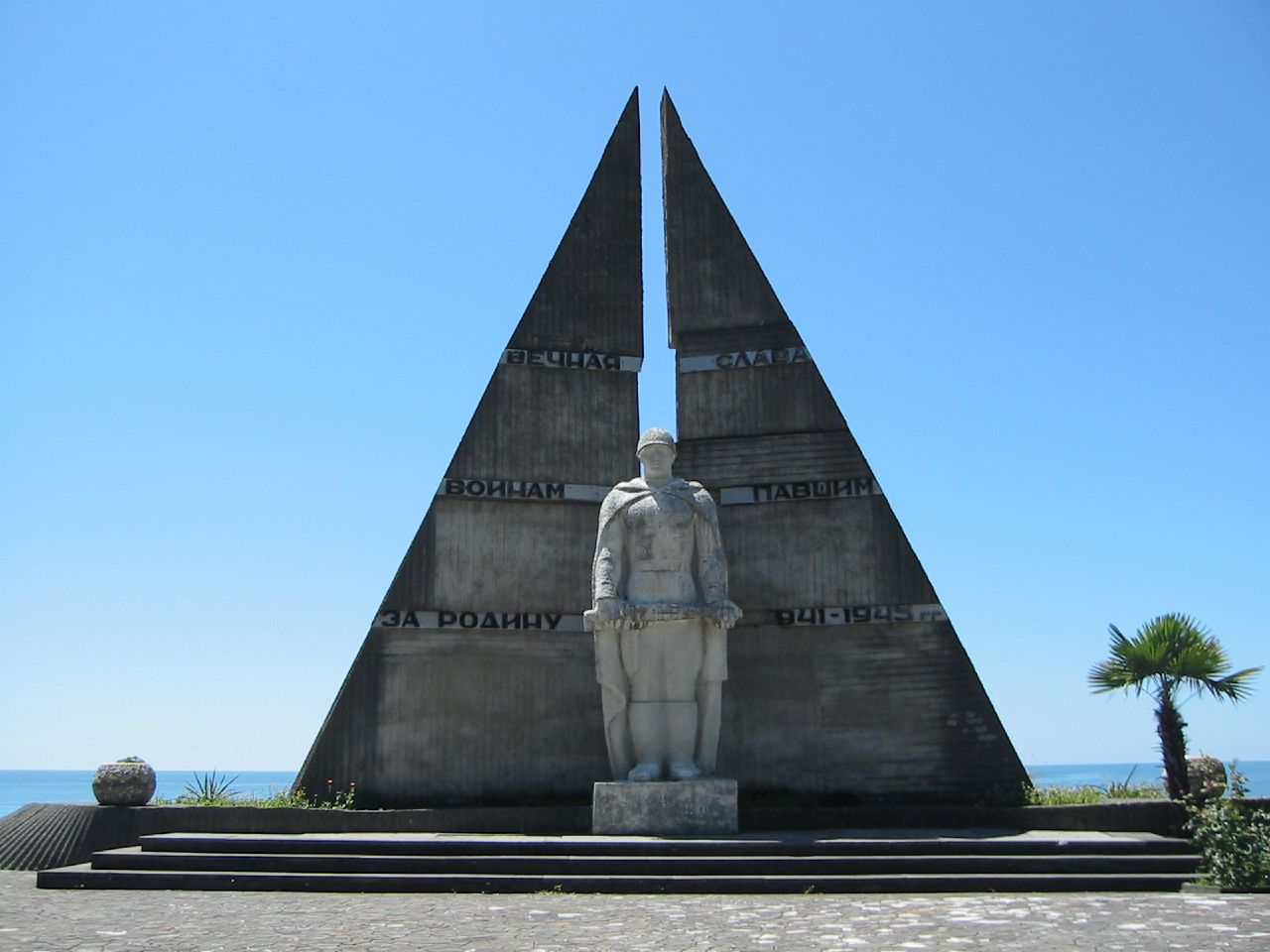
Památník padlým ve Velké vlastenecké válce
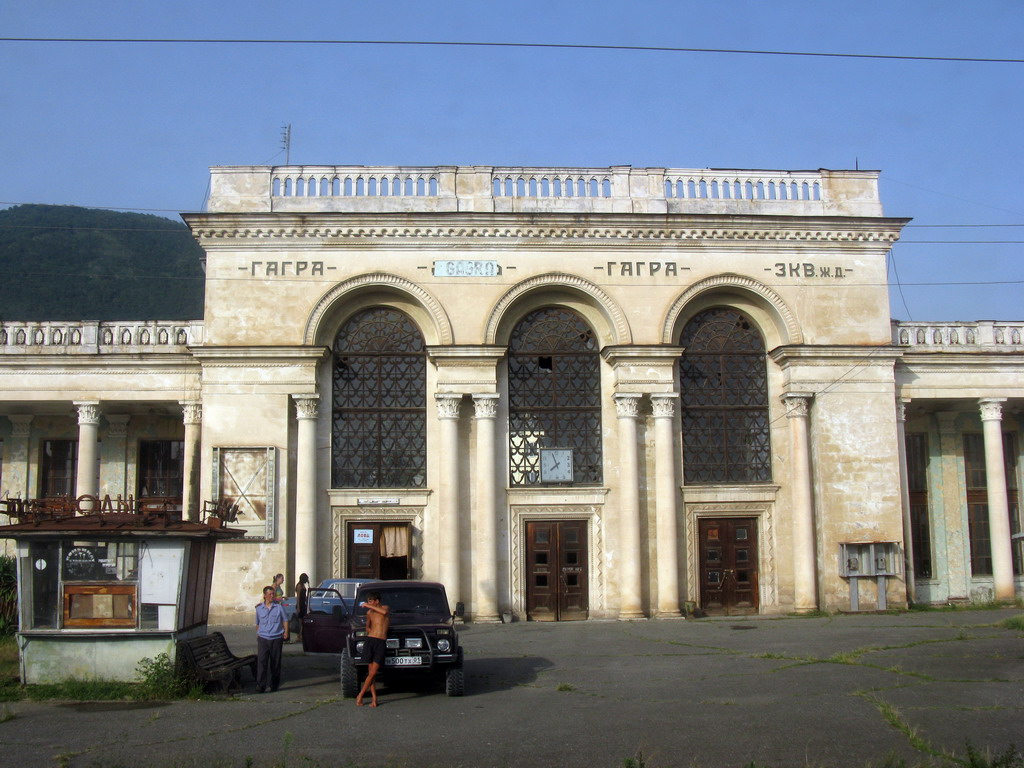
Nádraží Gagra
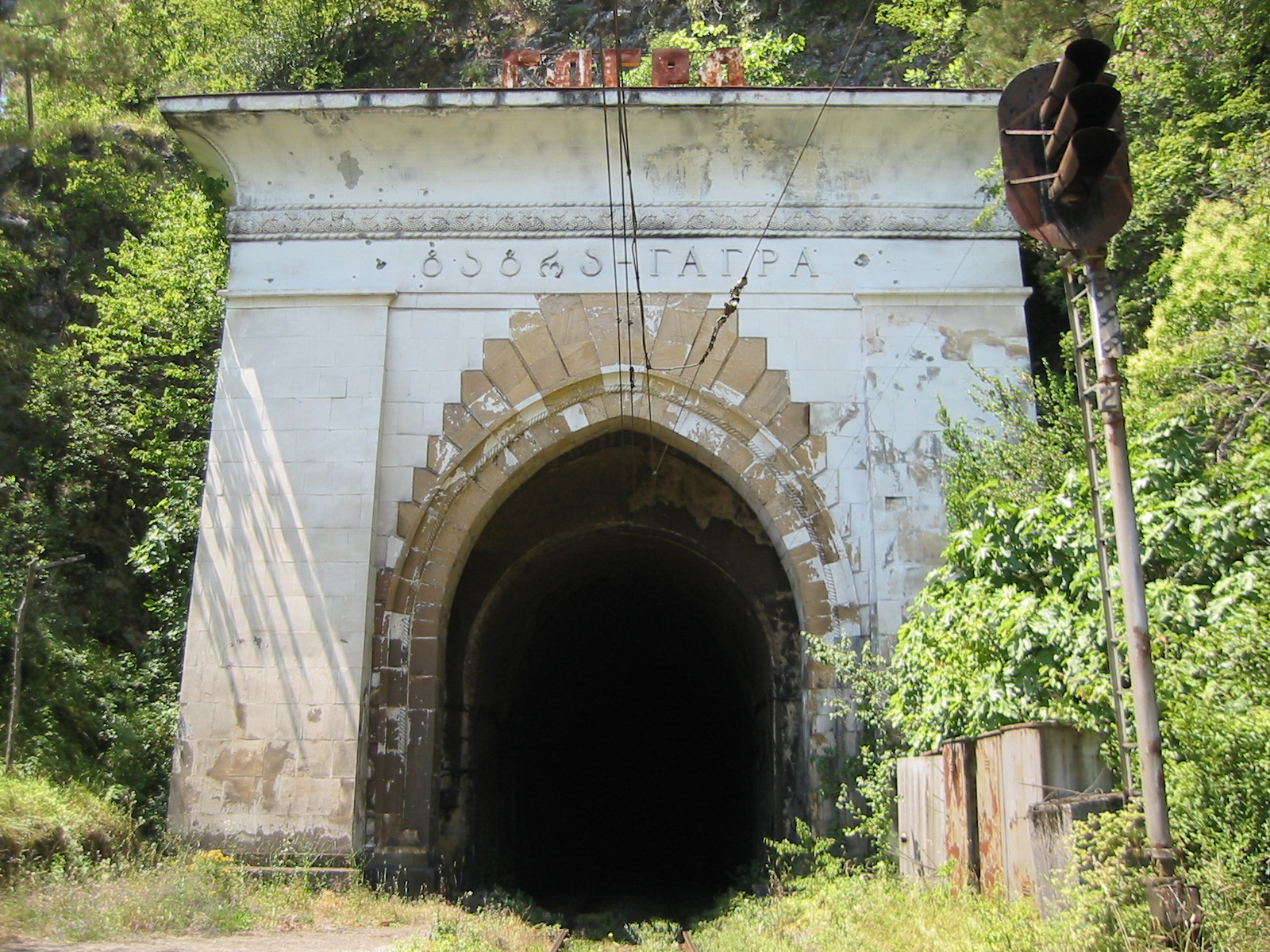
Gagrský železniční tunel